# Bộ trưởng Nông nghiệp, Lâm nghiệp và Thủy sản (Nhật Bản)
Bộ trưởng Nông nghiệp, Lâm nghiệp và Thủy sản Nhật Bản (農林水産大臣 (Nông lâm thủy sản Đại thần) Nōrin Suisan Daijin), là thành viên Nội các Nhật Bản phụ trách Bộ Nông nghiệp, Lâm nghiệp và Thủy sản.

## Danh sách Bộ trưởng

### Nông lâm Đại thần (Bộ trưởng Nông lâm nghiệp)
- Các quyền Bộ trưởng chỉ được nhập khi bộ trưởng vắng mặt và các trường hợp tạm thời vắng mặt như đi công tác nước ngoài không được nhập.
- Kiêm nhiệm có nghĩa là các bộ trưởng khác phục vụ cùng một lúc, và khác với cấp phó tạm thời (quyền)
- Những người in đậm là những người trước, trong và sau khi là Thủ tướng.

#### Tiền chiến
| Bộ trưởng Nông Lâm nghiệp | Bộ trưởng Nông Lâm nghiệp | Bộ trưởng Nông Lâm nghiệp | Bộ trưởng Nông Lâm nghiệp | Bộ trưởng Nông Lâm nghiệp | Bộ trưởng Nông Lâm nghiệp |
| 代                        | 氏名                      | 氏名                      | 内閣                      | 就任日                    | 出身党派                  |
| ------------------------- | ------------------------- | ------------------------- | ------------------------- | ------------------------- | ------------------------- |
| 1                         | 78x78ピクセル             | 高橋是清                  | 加藤高明内閣              | 1925年4月1日商工大臣兼任  | 立憲政友会                |
| 2                         | 86x86ピクセル             | 岡崎邦輔                  | 加藤高明内閣              | 1925年4月17日             | 立憲政友会                |
| 3                         | 84x84ピクセル             | 早速整爾                  | 加藤高明内閣              | 1925年8月2日              | 憲政党                    |
| 3                         | 84x84ピクセル             | 早速整爾                  | 第1次若槻内閣             | 1926年1月30日             | 憲政党                    |
| 4                         | 80x80ピクセル             | 町田忠治                  | 第1次若槻内閣             | 1926年6月3日              | 憲政党                    |
| 5                         | 80x80ピクセル             | 山本悌二郎                | 田中義一内閣              | 1927年4月20日             | 立憲政友会                |
| 6                         | 80x80ピクセル             | 町田忠治                  | 濱口内閣                  | 1929年7月2日              | 立憲民政党                |
| 6                         | 80x80ピクセル             | 町田忠治                  | 第2次若槻内閣             | 1931年4月14日             | 立憲民政党                |
| 7                         | 80x80ピクセル             | 山本悌二郎                | 犬養内閣                  | 1931年12月13日            | 立憲政友会                |
| 8                         | 80x80ピクセル             | 後藤文夫                  | 齋藤内閣                  | 1932年5月26日             | 貴族院議員                |
| 9                         | 80x80ピクセル             | 山崎達之輔                | 岡田内閣                  | 1934年7月8日              | 立憲政友会→昭和会         |
| 10                        | 80x80ピクセル             | 島田俊雄                  | 廣田内閣                  | 1936年3月9日              | 立憲政友会                |
| 11                        | 80x80ピクセル             | 山崎達之輔                | 林内閣                    | 1937年2月2日              | 昭和会                    |
| 12                        | 80x80ピクセル             | 有馬頼寧                  | 第1次近衛内閣             | 1937年6月4日              | 貴族院議員                |
| 13                        | 77x77ピクセル             | 櫻内幸雄                  | 平沼内閣                  | 1939年1月5日              | 立憲民政党                |
| 14                        | 80x80ピクセル             | 伍堂卓雄                  | 阿部内閣                  | 1939年8月30日             | 貴族院議員                |
| 15                        | 90x90ピクセル             | 酒井忠正                  | 阿部内閣                  | 1939年10月16日            | 貴族院議員                |
| 16                        | 80x80ピクセル             | 島田俊雄                  | 米内内閣                  | 1940年1月16日             | 立憲政友会                |
| 17                        | 83x83ピクセル             | 近衛文麿                  | 第2次近衛内閣             | 1940年7月22日 臨時代理    | 貴族院議員                |
| 18                        | 90x90ピクセル             | 石黒忠篤                  | 第2次近衛内閣             | 1940年7月24日             | 農林官僚                  |
| 19                        | 70x70ピクセル             | 井野碩哉                  | 第2次近衛内閣             | 1941年6月11日             | 農林官僚                  |
| 20                        | 80x80ピクセル             | 山崎達之輔                | 第3次近衛内閣             | 1943年4月20日             | 翼賛政治会                |

※Ngày 1 tháng 11 năm 1943, Bộ Nông Lâm và Bộ Thương mại và Công nghiệp (các bộ còn lại không được chuyển từ Bộ Thương mại và Công nghiệp sang Bộ Vũ khí) đã được hợp nhất để thành lập Bộ Nông nghiệp và Thương mại. Trở lại Bộ Nông Lâm nghiệp và Bộ Thương mại và Công nghiệp.

#### Hậu chiến
| Bộ trưởng Nông Lâm nghiệp (Luật thành lập Bộ Nông Lâm nghiệp (Luật số 153 năm 1949)) | Bộ trưởng Nông Lâm nghiệp (Luật thành lập Bộ Nông Lâm nghiệp (Luật số 153 năm 1949)) | Bộ trưởng Nông Lâm nghiệp (Luật thành lập Bộ Nông Lâm nghiệp (Luật số 153 năm 1949)) | Bộ trưởng Nông Lâm nghiệp (Luật thành lập Bộ Nông Lâm nghiệp (Luật số 153 năm 1949)) | Bộ trưởng Nông Lâm nghiệp (Luật thành lập Bộ Nông Lâm nghiệp (Luật số 153 năm 1949)) | Bộ trưởng Nông Lâm nghiệp (Luật thành lập Bộ Nông Lâm nghiệp (Luật số 153 năm 1949)) |
| 代                                                                                   | 氏名                                                                                 | 氏名                                                                                 | 内閣                                                                                 | 就任日                                                                               | 出身党派                                                                             |
| ------------------------------------------------------------------------------------ | ------------------------------------------------------------------------------------ | ------------------------------------------------------------------------------------ | ------------------------------------------------------------------------------------ | ------------------------------------------------------------------------------------ | ------------------------------------------------------------------------------------ |
| 1                                                                                    | 90x90ピクセル                                                                        | 千石興太郎                                                                           | 東久邇内閣                                                                           | 1945年8月26日                                                                        | 貴族院議員                                                                           |
| 2                                                                                    | 80x80ピクセル                                                                        | 松村謙三                                                                             | 幣原内閣                                                                             | 1945年10月9日                                                                        | 日本進歩党                                                                           |
| 3                                                                                    | 79x79ピクセル                                                                        | 副島千八                                                                             | 幣原内閣                                                                             | 1946年1月13日                                                                        | 民間                                                                                 |
| 4                                                                                    | 65x65ピクセル                                                                        | 和田博雄                                                                             | 第1次吉田内閣                                                                        | 1946年5月22日                                                                        | 農林省                                                                               |
| 5                                                                                    | 80x80ピクセル                                                                        | 吉田茂                                                                               | 第1次吉田内閣                                                                        | 1947年1月31日内閣総理大臣兼任                                                        | 自由党                                                                               |
| 6                                                                                    | 94x94ピクセル                                                                        | 木村小左衛門                                                                         | 第1次吉田内閣                                                                        | 1947年2月15日                                                                        | 日本進歩党                                                                           |
| ‐                                                                                    | 85x85ピクセル                                                                        | 片山哲                                                                               | 片山内閣                                                                             | 1947年5月24日 臨時代理                                                               | 日本社会党                                                                           |
| 7                                                                                    | 74x74ピクセル                                                                        | 平野力三                                                                             | 片山内閣                                                                             | 1947年6月1日                                                                         | 日本社会党                                                                           |
| ‐                                                                                    | 85x85ピクセル                                                                        | 片山哲                                                                               | 片山内閣                                                                             | 1947年11月4日 臨時代理                                                               | 日本社会党                                                                           |
| 8                                                                                    |                                                                                      | 波多野鼎                                                                             | 片山内閣                                                                             | 1947年12月13日                                                                       | 日本社会党                                                                           |
| 9                                                                                    |                                                                                      | 永江一夫                                                                             | 芦田内閣                                                                             | 1948年3月10日                                                                        | 日本社会党                                                                           |
| ‐                                                                                    | 80x80ピクセル                                                                        | 吉田茂                                                                               | 第2次吉田内閣                                                                        | 1948年10月15日 臨時代理                                                              | 自由党                                                                               |
| 10                                                                                   | 80x80ピクセル                                                                        | 周東英雄                                                                             | 第2次吉田内閣                                                                        | 1948年10月19日                                                                       | 自由党                                                                               |
| 11                                                                                   | 88x88ピクセル                                                                        | 森幸太郎                                                                             | 第3次吉田内閣                                                                        | 1949年2月16日                                                                        | 自由党                                                                               |
| 12                                                                                   | 79x79ピクセル                                                                        | 廣川弘禅                                                                             | 第3次吉田第1次改造内閣                                                               | 1950年6月28日                                                                        | 自由党                                                                               |
| 13                                                                                   |                                                                                      | 根本龍太郎                                                                           | 第3次吉田第2次改造内閣                                                               | 1951年7月4日                                                                         | 自由党                                                                               |
| 14                                                                                   | 79x79ピクセル                                                                        | 廣川弘禅                                                                             | 第3次吉田第3次改造内閣                                                               | 1951年12月26日                                                                       | 自由党                                                                               |
| 15                                                                                   | 91x91ピクセル                                                                        | 小笠原三九郎                                                                         | 第4次吉田内閣                                                                        | 1952年10月30日                                                                       | 自由党                                                                               |
| 16                                                                                   | 79x79ピクセル                                                                        | 廣川弘禅                                                                             | 第4次吉田内閣                                                                        | 1952年12月5日                                                                        | 自由党                                                                               |
| 17                                                                                   | 86x86ピクセル                                                                        | 田子一民                                                                             | 第4次吉田内閣                                                                        | 1953年3月3日                                                                         | 自由党                                                                               |
| 18                                                                                   | 80x80ピクセル                                                                        | 内田信也                                                                             | 第5次吉田内閣                                                                        | 1953年5月21日                                                                        | 自由党                                                                               |
| 19                                                                                   | 82x82ピクセル                                                                        | 保利茂                                                                               | 第5次吉田内閣                                                                        | 1953年6月22日                                                                        | 自由党                                                                               |
| 20                                                                                   | 85x85ピクセル                                                                        | 河野一郎                                                                             | 第1次鳩山内閣                                                                        | 1954年12月10日                                                                       | 日本民主党                                                                           |
| 21                                                                                   | 85x85ピクセル                                                                        | 河野一郎                                                                             | 第2次鳩山内閣                                                                        | 1955年3月19日                                                                        | 日本民主党→自由民主党                                                                |
| 22                                                                                   | 85x85ピクセル                                                                        | 河野一郎                                                                             | 第3次鳩山内閣                                                                        | 1955年11月22日                                                                       | 自由民主党                                                                           |
| 23                                                                                   |                                                                                      | 井出一太郎                                                                           | 石橋内閣                                                                             | 1956年12月23日                                                                       | 自由民主党                                                                           |
| 24                                                                                   | 第1次岸内閣                                                                          | 井出一太郎                                                                           | 1957年2月25日                                                                        |                                                                                      | 自由民主党                                                                           |
| 25                                                                                   |                                                                                      | 赤城宗徳                                                                             | 第1次岸改造内閣                                                                      | 1957年7月10日                                                                        | 自由民主党                                                                           |
| 26                                                                                   | 85x85ピクセル                                                                        | 三浦一雄                                                                             | 第2次岸内閣                                                                          | 1958年6月12日                                                                        | 自由民主党                                                                           |
| 27                                                                                   | 80x80ピクセル                                                                        | 福田赳夫                                                                             | 第2次岸改造内閣                                                                      | 1959年7月19日                                                                        | 自由民主党                                                                           |
| 28                                                                                   |                                                                                      | 南条徳男                                                                             | 第1次池田内閣                                                                        | 1960年7月19日                                                                        | 自由民主党                                                                           |
| 29                                                                                   | 80x80ピクセル                                                                        | 周東英雄                                                                             | 第2次池田内閣                                                                        | 1960年12月8日                                                                        | 自由民主党                                                                           |
| 30                                                                                   | 85x85ピクセル                                                                        | 河野一郎                                                                             | 第2次池田第1次改造内閣                                                               | 1961年7月18日                                                                        | 自由民主党                                                                           |
| 31                                                                                   |                                                                                      | 重政誠之                                                                             | 第2次池田第2次改造内閣                                                               | 1962年7月18日                                                                        | 自由民主党                                                                           |
| 32                                                                                   |                                                                                      | 赤城宗徳                                                                             | 第2次池田第3次改造内閣                                                               | 1963年7月18日                                                                        | 自由民主党                                                                           |
| 33                                                                                   | 第3次池田内閣                                                                        | 赤城宗徳                                                                             | 1963年12月9日                                                                        |                                                                                      | 自由民主党                                                                           |
| 33                                                                                   | 第3次池田改造内閣                                                                    | 赤城宗徳                                                                             | 1964年7月18日                                                                        |                                                                                      | 自由民主党                                                                           |
| 34                                                                                   | 第1次佐藤内閣                                                                        | 赤城宗徳                                                                             | 1964年11月9日                                                                        |                                                                                      | 自由民主党                                                                           |
| 35                                                                                   |                                                                                      | 坂田英一                                                                             | 第1次佐藤第1次改造内閣                                                               | 1965年6月3日                                                                         | 自由民主党                                                                           |
| 36                                                                                   | 90x90ピクセル                                                                        | 松野頼三                                                                             | 第1次佐藤第2次改造内閣                                                               | 1966年8月1日                                                                         | 自由民主党                                                                           |
| 37                                                                                   |                                                                                      | 倉石忠雄                                                                             | 第1次佐藤第3次改造内閣                                                               | 1966年12月3日                                                                        | 自由民主党                                                                           |
| 38                                                                                   | 第2次佐藤内閣                                                                        | 倉石忠雄                                                                             | 1967年2月17日                                                                        |                                                                                      | 自由民主党                                                                           |
| 38                                                                                   | 第2次佐藤第1次改造内閣                                                               | 倉石忠雄                                                                             | 1967年11月25日                                                                       |                                                                                      | 自由民主党                                                                           |
| 39                                                                                   | 第2次佐藤第1次改造内閣                                                               | 90x90ピクセル                                                                        | 西村直己                                                                             | 1968年2月23日                                                                        | 自由民主党                                                                           |
| 40                                                                                   |                                                                                      | 長谷川四郎                                                                           | 第2次佐藤第2次改造内閣                                                               | 1968年11月30日                                                                       | 自由民主党                                                                           |
| 41                                                                                   |                                                                                      | 倉石忠雄                                                                             | 第3次佐藤内閣                                                                        | 1970年1月14日                                                                        | 自由民主党                                                                           |
| 42                                                                                   |                                                                                      | 赤城宗徳                                                                             | 第3次佐藤改造内閣                                                                    | 1971年7月5日                                                                         | 自由民主党                                                                           |
| 43                                                                                   | 92x92ピクセル                                                                        | 足立篤郎                                                                             | 第1次田中角榮内閣                                                                    | 1972年7月7日                                                                         | 自由民主党                                                                           |
| 44                                                                                   | 85x85ピクセル                                                                        | 桜内義雄                                                                             | 第2次田中角榮内閣                                                                    | 1972年12月22日                                                                       | 自由民主党                                                                           |
| 45                                                                                   |                                                                                      | 倉石忠雄                                                                             | 第2次田中角榮第1次改造内閣                                                           | 1973年11月25日                                                                       | 自由民主党                                                                           |
| 45                                                                                   | 第2次田中角榮第2次改造内閣                                                           | 倉石忠雄                                                                             | 1974年11月11日                                                                       |                                                                                      | 自由民主党                                                                           |
| 46                                                                                   | 80x80ピクセル                                                                        | 安倍晋太郎                                                                           | 三木内閣                                                                             | 1974年12月9日                                                                        | 自由民主党                                                                           |
| 47                                                                                   | 85x85ピクセル                                                                        | 大石武一                                                                             | 三木改造内閣                                                                         | 1976年9月15日                                                                        | 自由民主党                                                                           |
| 48                                                                                   | 82x82ピクセル                                                                        | 鈴木善幸                                                                             | 福田赳夫内閣                                                                         | 1976年12月24日                                                                       | 自由民主党                                                                           |
| 49                                                                                   | 80x80ピクセル                                                                        | 中川一郎                                                                             | 福田赳夫改造内閣                                                                     | 1977年11月28日                                                                       | 自由民主党                                                                           |

### Nông Lâm Thủy sản Đại thần (Bộ trưởng Nông nghiệp, Lâm nghiệp và Thủy sản)
- Các quyền Bộ trưởng chỉ được nhập khi bộ trưởng vắng mặt và các trường hợp tạm thời vắng mặt như đi công tác nước ngoài không được nhập.
- Kiêm nhiệm có nghĩa là các bộ trưởng khác phục vụ cùng một lúc, và khác với cấp phó tạm thời (quyền)
- Những người in đậm là những người trước, trong và sau khi là Thủ tướng.

| Bộ trưởng Nông Lâm Thủy sản (Luật thành lập Bộ Nông Lâm Thủy sản (Luật số 153 năm 1949))                                                    | Bộ trưởng Nông Lâm Thủy sản (Luật thành lập Bộ Nông Lâm Thủy sản (Luật số 153 năm 1949)) | Bộ trưởng Nông Lâm Thủy sản (Luật thành lập Bộ Nông Lâm Thủy sản (Luật số 153 năm 1949)) | Bộ trưởng Nông Lâm Thủy sản (Luật thành lập Bộ Nông Lâm Thủy sản (Luật số 153 năm 1949)) | Bộ trưởng Nông Lâm Thủy sản (Luật thành lập Bộ Nông Lâm Thủy sản (Luật số 153 năm 1949)) | Bộ trưởng Nông Lâm Thủy sản (Luật thành lập Bộ Nông Lâm Thủy sản (Luật số 153 năm 1949)) |
| TT | Bộ trưởng                                                                                | Bộ trưởng                                                                                | Nội các                                                                                  | Nhiệm kỳ                                                                                 | Đảng                                                                                     |
| --- | ---------------------------------------------------------------------------------------- | ---------------------------------------------------------------------------------------- | ---------------------------------------------------------------------------------------- | ---------------------------------------------------------------------------------------- | ---------------------------------------------------------------------------------------- |
| 1 |                                                                                          | 中川一郎                                                                                 | 福田赳夫改造内閣                                                                         | 1978年7月5日                                                                             | 自由民主党                                                                               |
| 2 |                                                                                          | 渡邉美智雄                                                                               | 第1次大平内閣                                                                            | 1978年12月7日                                                                            | 自由民主党                                                                               |
| 3 |                                                                                          | 武藤嘉文                                                                                 | 第2次大平内閣                                                                            | 1979年11月9日                                                                            | 自由民主党                                                                               |
| 4 |                                                                                          | 亀岡高夫                                                                                 | 鈴木善幸内閣                                                                             | 1980年7月17日                                                                            | 自由民主党                                                                               |
| 5 |                                                                                          | 田澤吉郎                                                                                 | 鈴木善幸改造内閣                                                                         | 1981年11月30日                                                                           | 自由民主党                                                                               |
| 6 |                                                                                          | 金子岩三                                                                                 | 第1次中曽根内閣                                                                          | 1982年11月27日                                                                           | 自由民主党                                                                               |
| 7 |                                                                                          | 山村新治郎                                                                               | 第2次中曽根内閣                                                                          | 1983年12月27日                                                                           | 自由民主党                                                                               |
| 8 |                                                                                          | 佐藤守良                                                                                 | 第2次中曽根第1次改造内閣                                                                 | 1984年11月1日                                                                            | 自由民主党                                                                               |
| 9 |                                                                                          | 羽田孜                                                                                   | 第2次中曽根第2次改造内閣                                                                 | 1985年12月28日                                                                           | 自由民主党                                                                               |
| 10 |                                                                                          | 加藤六月                                                                                 | 第3次中曽根内閣                                                                          | 1986年7月22日                                                                            | 自由民主党                                                                               |
| 11 |                                                                                          | 佐藤隆                                                                                   | 竹下内閣                                                                                 | 1987年11月6日                                                                            | 自由民主党                                                                               |
| 12 |                                                                                          | 羽田孜                                                                                   | 竹下改造内閣                                                                             | 1988年12月27日                                                                           | 自由民主党                                                                               |
| 13 |                                                                                          | 堀之内久男                                                                               | 宇野内閣                                                                                 | 1989年6月3日                                                                             | 自由民主党                                                                               |
| 14 |                                                                                          | Kano Michihiko                                                                           | 第1次海部内閣                                                                            | 1989年8月10日                                                                            | 自由民主党                                                                               |
| 15 |                                                                                          | 山本富雄                                                                                 | 第2次海部内閣                                                                            | 1990年2月28日                                                                            | 自由民主党                                                                               |
| 16 |                                                                                          | 近藤元次                                                                                 | 第2次海部改造内閣                                                                        | 1990年12月29日                                                                           | 自由民主党                                                                               |
| 17 |                                                                                          | 田名部匡省                                                                               | 宮澤内閣                                                                                 | 1991年11月5日                                                                            | 自由民主党                                                                               |
| 17 | 宮澤改造内閣                                                                             | 田名部匡省                                                                               | 1992年12月12日                                                                           |                                                                                          | 自由民主党                                                                               |
| 18 | 宮澤改造内閣                                                                             |                                                                                          | 宮澤喜一                                                                                 | 1993年8月4日内閣総理大臣兼任                                                             | 自由民主党                                                                               |
| 19 |                                                                                          | 畑英次郎                                                                                 | 細川内閣                                                                                 | 1993年8月9日                                                                             | 新生党                                                                                   |
| ‐ |                                                                                          | 羽田孜                                                                                   | 羽田内閣                                                                                 | 1994年4月28日臨時代理                                                                    | 新生党                                                                                   |
| 20 |                                                                                          | 加藤六月                                                                                 | 羽田内閣                                                                                 | 1994年4月28日                                                                            | 新生党                                                                                   |
| 21 |                                                                                          | 大河原太一郎                                                                             | 村山内閣                                                                                 | 1994年6月30日                                                                            | 自由民主党                                                                               |
| 22 |                                                                                          | 野呂田芳成                                                                               | 村山改造内閣                                                                             | 1995年8月8日                                                                             | 自由民主党                                                                               |
| 23 |                                                                                          | 大原一三                                                                                 | 第1次橋本内閣                                                                            | 1996年1月11日                                                                            | 自由民主党                                                                               |
| 24 |                                                                                          | 藤本孝雄                                                                                 | 第2次橋本内閣                                                                            | 1996年11月7日                                                                            | 自由民主党                                                                               |
| 25 |                                                                                          | 越智伊平                                                                                 | 第2次橋本改造内閣                                                                        | 1997年9月11日                                                                            | 自由民主党                                                                               |
| 26 |                                                                                          | Shimamura Yoshinobu                                                                      | 第2次橋本改造内閣                                                                        | 1997年9月26日                                                                            | 自由民主党                                                                               |
| 27 |                                                                                          | Nakagawa Shōichi                                                                         | 小渕内閣                                                                                 | 1998年7月30日                                                                            | 自由民主党                                                                               |
| 27 | 小渕第1次改造内閣                                                                        | Nakagawa Shōichi                                                                         | 1999年1月14日                                                                            |                                                                                          | 自由民主党                                                                               |
| 28 |                                                                                          | 玉澤徳一郎                                                                               | 小渕第2次改造内閣                                                                        | 1999年10月5日                                                                            | 自由民主党                                                                               |
| 29 | 第1次森内閣                                                                              | 玉澤徳一郎                                                                               | 2000年4月5日                                                                             |                                                                                          | 自由民主党                                                                               |
| 30 |                                                                                          | 谷洋一                                                                                   | 第2次森内閣                                                                              | 2000年7月4日                                                                             | 自由民主党                                                                               |
| 31 |                                                                                          | Yatsu Yoshio                                                                             | 第2次森改造内閣                                                                          | 2000年12月5日                                                                            | 自由民主党                                                                               |
| Bộ trưởng Nông nghiệp, Lâm nghiệp và Thủy sản (Luật thành lập Bộ Nông nghiệp, Lâm nghiệp và Thủy sản (Luật số 98 ngày 16 tháng 7 năm 1999)) |                                                                                          |                                                                                          |                                                                                          |                                                                                          |                                                                                          |
| TT | Bộ trưởng                                                                                | Bộ trưởng                                                                                | Nội các                                                                                  | Nhiệm kỳ                                                                                 | Đảng                                                                                     |
| 31 |                                                                                          | Yatsu Yoshio                                                                             | Nội các Mori lần 2 - Cải tổ (sau khi tổ chức lại các bộ)                                 | 6 tháng 1 năm 2001                                                                       | Đảng Dân chủ Tự do                                                                       |
| 32 |                                                                                          | Takebe Tsutomu                                                                           | Nội các Koizumi lần 1                                                                    | 6 tháng 4 năm 2001                                                                       | Đảng Dân chủ Tự do                                                                       |
| 33 |                                                                                          | Ōshima Tadamori                                                                          | Nội các Koizumi lần 1 (cải tổ lần 1)                                                     | 30 tháng 9 năm 2002                                                                      | Đảng Dân chủ Tự do                                                                       |
| 34 |                                                                                          | Kamei Yoshiyuki                                                                          | Nội các Koizumi lần 1 (cải tổ lần 1)                                                     | 1 tháng 4 năm 2003                                                                       | Đảng Dân chủ Tự do                                                                       |
| 34 | Nội các Koizumi lần 1 (cải tổ lần 2)                                                     | Kamei Yoshiyuki                                                                          | 22 tháng 9 năm 2003                                                                      |                                                                                          | Đảng Dân chủ Tự do                                                                       |
| 35 | Nội các Koizumi lần 2                                                                    | Kamei Yoshiyuki                                                                          | 19 tháng 11 năm 2003                                                                     |                                                                                          | Đảng Dân chủ Tự do                                                                       |
| 36 |                                                                                          | Shimamura Yoshinobu                                                                      | Nội các Koizumi lần 2 (cải tổ)                                                           | 27 tháng 9 năm 2004                                                                      | Đảng Dân chủ Tự do                                                                       |
| 37 |                                                                                          | Koizumi Junichirō                                                                        | Nội các Koizumi lần 2 (cải tổ)                                                           | 8 tháng 8 năm 2005                                                                       | Đảng Dân chủ Tự do                                                                       |
| 38 |                                                                                          | Iwanaga Mineichi                                                                         | Nội các Koizumi lần 2 (cải tổ)                                                           | 11 tháng 8 năm 2005                                                                      | Đảng Dân chủ Tự do                                                                       |
| 39 | Nội các Koizumi lần 3                                                                    | Iwanaga Mineichi                                                                         | 21 tháng 9 năm 2005                                                                      |                                                                                          | Đảng Dân chủ Tự do                                                                       |
| 40 |                                                                                          | Nakagawa Shōichi                                                                         | Nội các Koizumi lần 3 (cải tổ)                                                           | 31 tháng 10 năm 2005                                                                     | Đảng Dân chủ Tự do                                                                       |
| 41 |                                                                                          | Matsuoka Toshikatsu                                                                      | Nội các Abe lần 1                                                                        | 26 tháng 9 năm 2006                                                                      | Đảng Dân chủ Tự do                                                                       |
| - |                                                                                          | Wakabayashi Masatoshi                                                                    | Nội các Abe lần 1                                                                        | 28 tháng 5 năm 2007 Tạm quyền                                                            | Đảng Dân chủ Tự do                                                                       |
| 42 |                                                                                          | Akagi Norihiko                                                                           | Nội các Abe lần 1                                                                        | 1 tháng 6 năm 2007                                                                       | Đảng Dân chủ Tự do                                                                       |
| 43 |                                                                                          | Wakabayashi Masatoshi                                                                    | Nội các Abe lần 1                                                                        | 1 tháng 8 năm 2007 Kiêm nhiệm cùng chức Bộ trưởng Môi trường                             | Đảng Dân chủ Tự do                                                                       |
| 44 |                                                                                          | Endō Takehiko                                                                            | Nội các Abe lần 1 (cải tổ)                                                               | 27 tháng 8 năm 2007                                                                      | Đảng Dân chủ Tự do                                                                       |
| - |                                                                                          | Amari Akira                                                                              | Nội các Abe lần 1 (cải tổ)                                                               | 3 tháng 9 năm 2007 Tạm quyền                                                             | Đảng Dân chủ Tự do                                                                       |
| 45 |                                                                                          | Wakabayashi Masatoshi                                                                    | Nội các Abe lần 1 (cải tổ)                                                               | 4 tháng 9 năm 2007                                                                       | Đảng Dân chủ Tự do                                                                       |
| 46 | Nội các Fukuda Yasuo                                                                     | Wakabayashi Masatoshi                                                                    | 26 tháng 9 năm 2007                                                                      |                                                                                          | Đảng Dân chủ Tự do                                                                       |
| 47 |                                                                                          | Ōta Seiichi                                                                              | Nội các Fukuda Yasuo (cải tổ)                                                            | 2 tháng 8 năm 2008                                                                       | Đảng Dân chủ Tự do                                                                       |
| - |                                                                                          | Machimura Nobutaka                                                                       | Nội các Fukuda Yasuo (cải tổ)                                                            | 19 tháng 9 năm 2008 Tạm quyền                                                            | Đảng Dân chủ Tự do                                                                       |
| 48 |                                                                                          | Ishiba Shigeru                                                                           | Nội các Asō                                                                              | 24 tháng 9 năm 2008                                                                      | Đảng Dân chủ Tự do                                                                       |
| 49 |                                                                                          | Akamatsu Hirotaka                                                                        | Nội các Hatoyama Yukio                                                                   | 16 tháng 9 năm 2009                                                                      | Đảng Dân chủ                                                                             |
| 50 |                                                                                          | Yamada Masahiko                                                                          | Nội các Kan                                                                              | 8 tháng 6 năm 2010                                                                       | Đảng Dân chủ                                                                             |
| 51 |                                                                                          | Kano Michihiko                                                                           | Nội các Kan (cải tổ lần 1)                                                               | 17 tháng 9 năm 2010                                                                      | Đảng Dân chủ                                                                             |
| 51 | Nội các Kan (cải tổ lần 2)                                                               | Kano Michihiko                                                                           | 14 tháng 1 năm 2011                                                                      |                                                                                          | Đảng Dân chủ                                                                             |
| 52 | Nội các Noda                                                                             | Kano Michihiko                                                                           | 2 tháng 9 năm 2011                                                                       |                                                                                          | Đảng Dân chủ                                                                             |
| 52 | Nội các Noda (cải tổ lần 1)                                                              | Kano Michihiko                                                                           | 13 tháng 1 năm 2012                                                                      |                                                                                          | Đảng Dân chủ                                                                             |
| 53 |                                                                                          | Gunji Akira                                                                              | Nội các Noda (cải tổ lần 2)                                                              | 4 tháng 6 năm 2012                                                                       | Đảng Dân chủ                                                                             |
| 53 | Nội các Noda (cải tổ lần 3)                                                              | Gunji Akira                                                                              | 1 tháng 10 năm 2012                                                                      |                                                                                          | Đảng Dân chủ                                                                             |
| 54 |                                                                                          | Hayashi Yoshimasa                                                                        | Nội các Abe lần 2                                                                        | 26 tháng 12 năm 2012                                                                     | Đảng Dân chủ Tư do                                                                       |
| 55 |                                                                                          | Nishikawa Koya                                                                           | Nội các Abe lần 2 cải tổ                                                                 | 3 tháng 9 năm 2014                                                                       | Đảng Dân chủ Tư do                                                                       |
| 56 | Nội các Abe lần 3                                                                        | Nishikawa Koya                                                                           | 24 tháng 12 năm 2014                                                                     |                                                                                          | Đảng Dân chủ Tư do                                                                       |
| 57 | Nội các Abe lần 3                                                                        |                                                                                          | Hayashi Yoshimasa                                                                        | 23 tháng 2 năm 2015                                                                      | Đảng Dân chủ Tư do                                                                       |
| 58 |                                                                                          | Moriyama Hiroshi                                                                         | Nội các Abe lần 3 cải tổ lần 1                                                           | 7 tháng 10 năm 2015                                                                      | Đảng Dân chủ Tư do                                                                       |
| 59 |                                                                                          | Yamamoto Yūji                                                                            | Nội các Abe lần 3 cải tổ lần 2                                                           | 3 tháng 8 năm 2016                                                                       | Đảng Dân chủ Tư do                                                                       |
| 60 |                                                                                          | Saitō Ken                                                                                | Nội các Abe lần 3 cải tổ lần 3                                                           | 3 tháng 8 năm 2017                                                                       | Đảng Dân chủ Tư do                                                                       |
| 61 | Nội các Abe lần 4                                                                        | Saitō Ken                                                                                | 1 tháng 11 năm 2017                                                                      |                                                                                          | Đảng Dân chủ Tư do                                                                       |
| 62 |                                                                                          | Yoshikawa Takamori                                                                       | Nội các Abe lần 4 cải tổ lần 1                                                           | 2 tháng 10 năm 2018                                                                      | Đảng Dân chủ Tư do                                                                       |
| 63 |                                                                                          | Etō Taku                                                                                 | Nội các Abe lần 4 cải tổ lần 2                                                           | 11 tháng 9 năm 2019                                                                      | Đảng Dân chủ Tư do                                                                       |
| 64 |                                                                                          | Nogami Kōtarō                                                                            | Nội các Suga                                                                             | 16 tháng 9 năm 2020                                                                      | Đảng Dân chủ Tư do                                                                       |
| 65 |                                                                                          | Kaneko Genjirō                                                                           | Nội các Kishida lần 1                                                                    | 4 tháng 10 năm 2021                                                                      | Đảng Dân chủ Tư do                                                                       |
| 66 | Nội các Kishida lần 2                                                                    | Kaneko Genjirō                                                                           | 10 tháng 11 năm 2021                                                                     |                                                                                          | Đảng Dân chủ Tư do                                                                       |
| 67 |                                                                                          | Nomura Tetsurō                                                                           | Nội các Kishida lần 2 cải tổ lần 1                                                       | 10 tháng 8 năm 2022                                                                      | Đảng Dân chủ Tư do                                                                       |
| 68 |                                                                                          | Miyashita Ichirō                                                                         | Nội các Kishida lần 2 cải tổ lần 2                                                       | 13 tháng 9 năm 2023                                                                      | Đảng Dân chủ Tư do                                                                       |
| 69 |                                                                                          | Sakamoto Tetsushi                                                                        | Nội các Kishida lần 2 cải tổ lần 2                                                       | 14 tháng 12 năm 2023                                                                     | Đảng Dân chủ Tư do                                                                       |
| 70 |                                                                                          | Ozato Yasuhiro                                                                           | Nội các Ishiba lần 1                                                                     | 1 tháng 10 năm 2024                                                                      | Đảng Dân chủ Tư do                                                                       |
| 71 |                                                                                          | Etō Taku                                                                                 | Nội các Ishiba lần 2                                                                     | 11 tháng 11 năm 2024                                                                     | Đảng Dân chủ Tư do                                                                       |
| - |                                                                                          | Asao Keiichirō                                                                           | Nội các Ishiba lần 2                                                                     | 21 tháng 5 năm 2025 Tạm quyền                                                            | Đảng Dân chủ Tư do                                                                       |
| 72 |                                                                                          | Koizumi Shinjirō                                                                         | Nội các Ishiba lần 2                                                                     | 21 tháng 5 năm 2025                                                                      | Đảng Dân chủ Tư do                                                                       |